# 蘇格蘭皇家學院
蘇格蘭皇家學院（英語：Royal Scottish Academy, RSA）是蘇格蘭的一個機構，創立目的是促進蘇格蘭當代藝術發展，創立於1826年，當時的名稱是蘇格蘭學院。1838年，在得到皇家特許狀之後，改為蘇格蘭皇家學院。現在蘇格蘭皇家學院的主要活動是資助蘇格蘭美術家和建築師，並舉辦藝術展覽和教育活動。蘇格蘭皇家學院和倫敦的皇家藝術研究院並不是同一家機構，但兩者之間有所聯繫。

## 外部連結

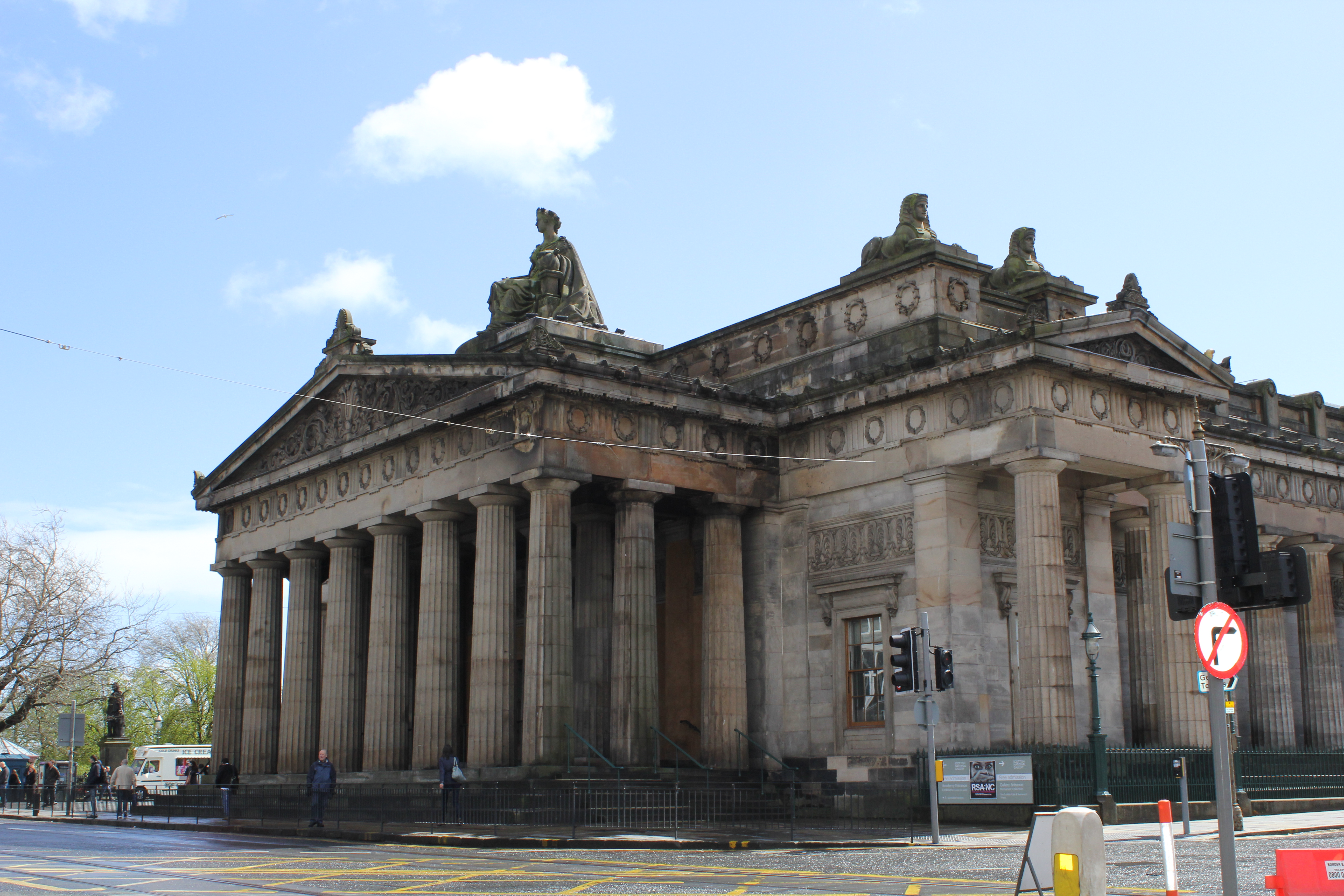

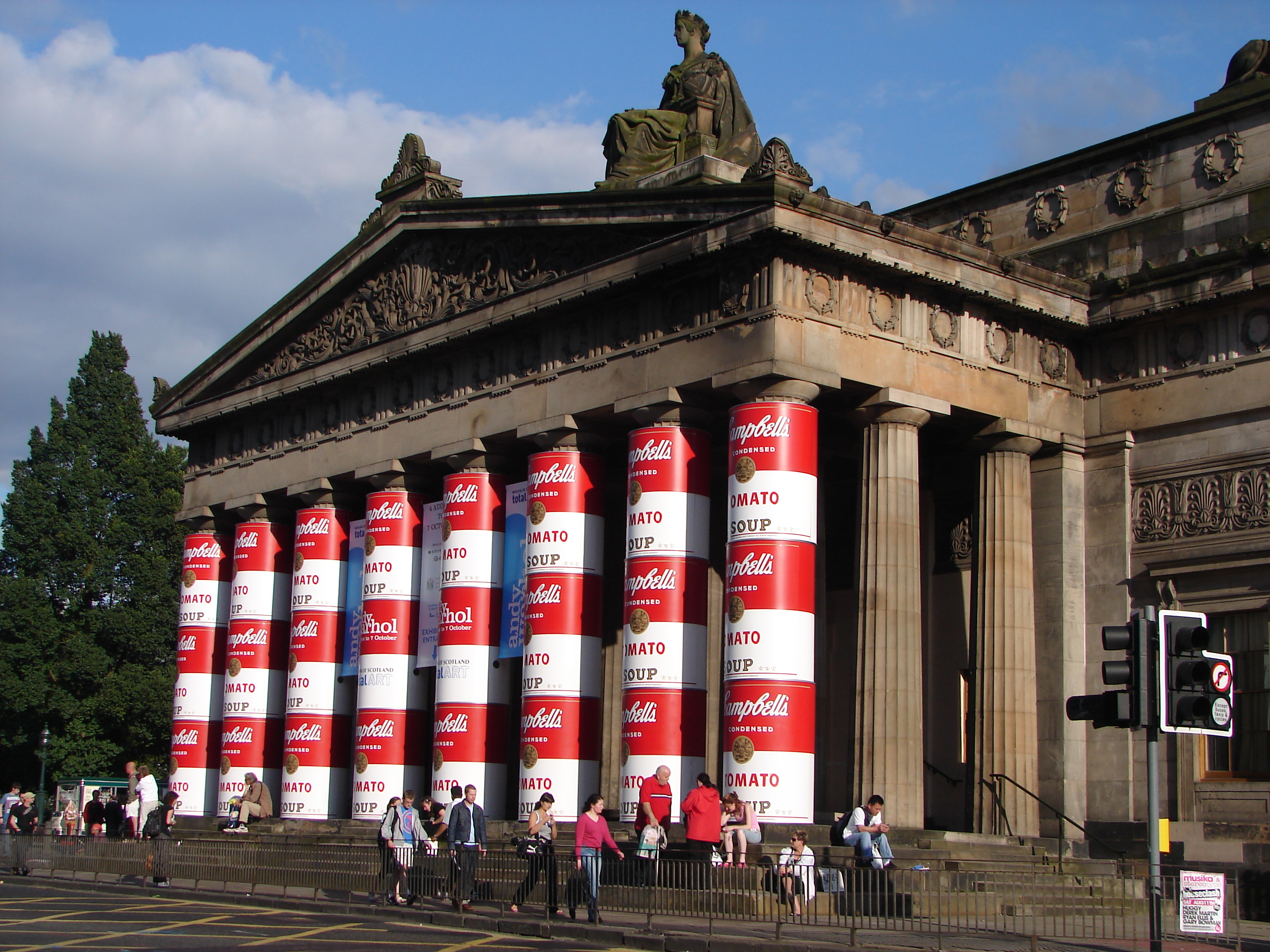
為紀念藝術家安迪·沃霍爾逝世20周年特別裝飾北門廊

- The Royal Scottish Academy （页面存档备份，存于）